# Зувелкаци (Арђеш)
Зувелкаци (рум. Zuvelcați) насеље је у Румунији у округу Арђеш у општини Барла. Oпштина се налази на надморској висини од 162 m.

## Становништво
Према подацима из 2002. године у насељу је живело 70 становника, од којих су сви румунске националности.